# Eumichtis mirabilis
Eumichtis mirabilis là một loài bướm đêm trong họ Noctuidae.